# Стависки (фильм)
«Ставиский…» (фр. Stavisky…) — фильм Алена Рене в главной роли с Жан-Полем Бельмондо.

## Сюжет
В основе фильма лежат реальные события — история жизни афериста, чьё разоблачение в 1934 году привело к попытке государственного переворота во Франции.
Серж Александр Ставиский (Жан-Поль Бельмондо) родился и вырос в конце XIX века в Российской империи, под Киевом, в семье стоматолога; после эмигрировал во Францию. Там он, скрывая своё еврейское происхождение из-за набирающих силу антисемитских настроений, принимается строить свою финансовую империю. Наводняя Францию фальшивыми венгерскими облигациями, он живёт на широкую ногу и постепенно увеличивает своё влияние, подкупая чиновников и втираясь в доверие к высокопоставленным лицам. Кроме того, чтобы скрыть своё преступное прошлое, он становится полицейским осведомителем. Усилив свои позиции в обществе, он начинает тайно финансировать левые партии и Льва Троцкого, получившего в 1933 году политическое убежище во Франции. Тем временем правые начинают готовить разоблачение Ставиского, получив информацию о его прошлом и финансовых махинациях. В начале 1934 года информация, наконец, получает огласку, что влечёт за собой смену правительства. A Ставиский, уже много лет страдающий от прогрессирующей шизофрении, кончает с собой.

## В ролях
- Жан-Поль Бельмондо — Александр Ставиский
- Франсуа Перье — Альберт Борелли
- Анни Дюпре — Арлетт
- Майкл Лонсдейл — доктор Мэзи
- Роберто Бизакко — Жуан Монтальво де Монтальбан
- Клод Риш — инспектор Бонни
- Шарль Буайе — барон Жан Рауль
- Жерар Депардьё — изобретатель
- Нильс Ареструп — Рудольф Клемент, секретарь Троцкого
- Ив Пино — Лев Троцкий
- Доминик Роллин — Лев Седов
- Кэтрин Селлерс — Наталья Седова
- Франсуа Летерье — Андре Мальро
- Гвидо Чернилья – Лалой

## Награды
Каннский кинофестиваль
- 1974: лучший актёр — Шарль Буайе

New York Film Critics Circle Awards
- 1974: лучший актёр второго плана — Шарль Буайе